# Кетрин Скинер
Кетрин Скинер (Менсфилд, 11. фебруар 1990), је аустралијска спортисткиња која се такмичи у стрељаштву. На Олимпијским играма у Рио де Жанеиру у дисциплини трап освојила је златну медаљу што јој је до сада највећи успех у каријери. На Светском првенству 2014. окитила се бронзом.